# Crash (álbum de Dave Matthews Band)
Crash é o segundo álbum de estúdio da banda Dave Matthews Band, lançado em 1996. Este álbum está na lista dos 200 álbuns definitivos no Rock and Roll Hall of Fame
| Críticas profissionais                                                      | Críticas profissionais |
| Avaliações da crítica                                                       | Avaliações da crítica  |
| Fonte                                                                       | Avaliação              |
| --------------------------------------------------------------------------- | ---------------------- |
| allmusic                                                                    | [ 2 ]                  |
| Robert Christgau                                                            | (sem nota)             |
| Entertainment Weekly                                                        | (B+)                   |
| Esta tabela precisa de ser acompanhada por texto em prosa. Consulte o guia. |                        |

## Faixas
1. "So Much to Say" (Matthews, Tinsley, Griesar) — 4:07
2. "Two Step" — 6:27
3. "Crash Into Me" — 5:16
4. "Too Much" (Matthews, Moore, Tinsley, Lessard, Beauford) — 4:21
5. "#41" — 6:39
6. "Say Goodbye" — 6:11
7. "Drive In, Drive Out" — 5:54
8. "Let You Down" — 4:07
9. "Lie in Our Graves" — 5:42
10. "Cry Freedom" — 5:53
11. "Tripping Billies" — 5:00
12. "Proudest Monkey" — 9:11